# Neitotepe
Neitotepe (Neithhotep) é a mais antiga rainha do Egito Antigo cujo nome é conhecido. Foi provavelmente co-fundadora da Primeira dinastia, e seu nome significa "[A deusa] Neite está satisfeita". Como Neite era a deusa patrona de Saís, localizada no lado ocidental do Delta do Nilo, seu nome sugere que ela talvez fosse uma princesa do Baixo Egito. Entretanto, por sua tumba se localizar em Nacada, no Alto Egito, é também possível que ela tenha sido uma descendente de governantes de Nacada do período Pré-dinástico, anteriores à unificação do Alto e Baixo Egito.

## Tumba
Em 1897, Jaques de Morgan, ao escavar nos arredores da vila de Nacada, revelou uma tumba de grandes dimensões (54 x 27 m), contendo uma série de itens de toalete, recipientes de pedra e vedações de argila com os nomes de Narmer, de seu filho e sucessor Hor-Aha e de Neitotepe. Por ter sofrido erosão após a escavação, a tumba desapareceu pouco tempo depois do trabalho de re-escavação de John Garstang em 1904.
Sua tumba, anteriormente identificada como a tumba de Menés, foi a primeira grande estrutura da Primeira Dinastia a ser escavada no Egito.
A ocorrência de vários rótulos e selos de Hor-Aha na tumba pode indicar que Neitotepe tenha sido enterrada durante o reinado de Hor-Aha, que teria supervisionado o funeral. Em vista disso, Neitotepe seria mais provavelmente mãe de Hor-Aha.

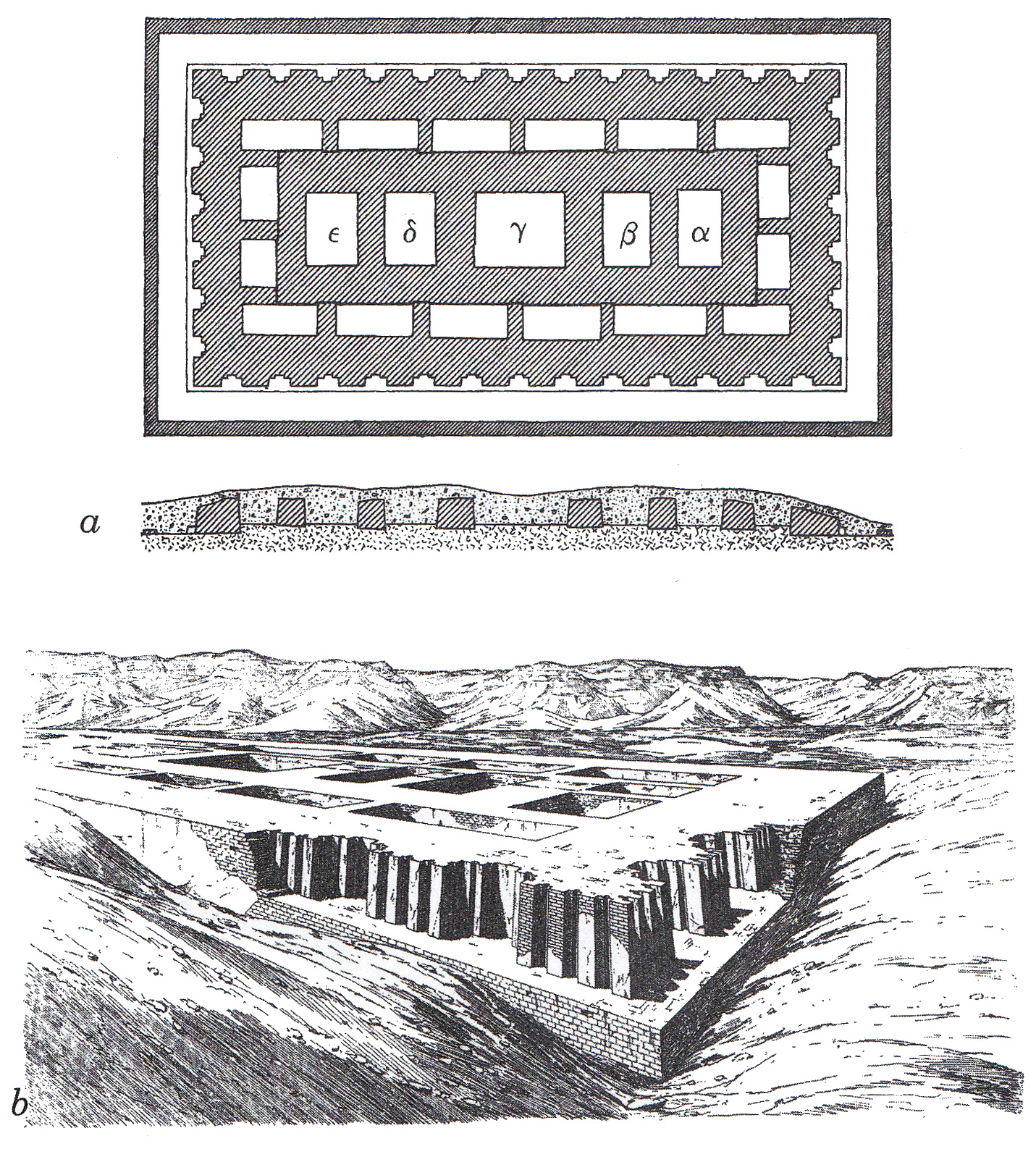
Tumba atribuída a Neitotepe, descoberta por Jaques de Morgan no final do século XIX.

## Biografia
Embora não lhe sejam atribuídos os títulos de "Esposa do faraó" ou "Mãe do faraó", pois tais títulos só aparecem a partir da Segunda dinastia, ela é descrita como "Consorte das duas senhoras", um epíteto que pode ser equivalente a "consorte", numa tampa de marfim proveniente da tumba de Djer em Abidos.
Em um selo proveniente de Nacada, seu nome está escrito no interior de um sereque, no topo do qual há um par de flechas cruzadas, que simbolizavam a deusa Neite, em lugar do falcão, que representa o deus Hórus, como nos sereques dos faraós.
Neitotepe pode ter sido a esposa de Narmer ou de Hor-Aha, filho e sucessor de Narmer. Já foi sugerido que a Cabeça de clava de Narmer comemoraria seu casamento, que teria visado consolidar a unificação do Alto e Baixo Egito, caso Neitotepe seja originária do Baixo Egito. 
Acredita-se que Neitotepe tenha sobrevivido à morte do marido, Narmer, tendo sido enterrada por seu filho Hor-Aha na tumba em Nacada. O uso do sereque e sua tumba de tamanho excepcional já foram considerados evidências de que Neitotepe chegou a reinar em nome de seu filho Hor-Aha até que ele assumisse a posição de faraó.
O nome de Neitotepe foi encontrado nos seguinte objetos:
- Vedação de argila na tumba de Nacada com o nome de Atótis e Neitotepe.[7][11]
- Vedação de argila com apenas o nome de Neitotepe, também da tumba real de Nacada. Alguns destes estão agora no Museu do Cairo.[12]
- Dois vasos escritos foram encontrados na tumba de Quenquenés.[13]
- Fragmento de marfim com o nome de Neitotepe foi encontrado nas tumbas subsidiárias próximas ao complexo funerário de Quenquenés.[13]
- Fragmento de vaso de alabastro com o nome de Neitotepe foi encontrado nas proximidades das tumbas reais em Umel Caabe.[14]
- Em rótulos de Heluã.[7]

Seus títulos foram: ḫntỉ (O mais importante da mulher), sm3ỉ.t nb.tỉ (Consorte das Duas Senhoras). Ambos foram títulos dados da rainha durante da I dinastia.